# Mùa cháy rừng ở Úc 2009–10
Mùa cháy rừng tại Úc năm 2009–10 là mùa cháy rừng diễn ra chủ yếu từ tháng 6 năm 2009 đến tháng 5 năm 2010. Các sự chú ý được tăng cường cho mùa này theo đó chính quyền và chính phủ nỗ lực đề phòng bất cứ mất mát nhân mạng nào trong tương lai sau vụ Cháy rừng Thứ Bảy Đen trong mùa trước, 2008–09. Các cuộc quan sát dự báo thời tiết phạm vi dài dự báo rằng điều kiện thời tiết sẽ rất nóng, khô và nhiều gió trong những tháng hè, dẫn đến nguy cơ cao xảy ra cháy rừng.

## Lệnh báo động
Úc ban hành lệnh báo động ở mức "tai họa" sau khi thời tiết nóng kỷ lục và sấm chớp làm kích hỏa hơn 100 vụ cháy trên khắp cả nước. Khí hậu khô và nóng trái mùa, kết hợp với gió lớn gây nên hằng chục vụ cháy ở vùng Đông Bắc, nhiều vụ bắt lửa do sấm sét.